# 片山津站
片山津站（日语：／ Katayamazu eki */?）是位於石川縣加賀市片山津溫泉，北陸鐵道片山津線（加南線）的鐵路車站（廢站）。

## 概要
此站最接近片山津溫泉。在加賀溫泉鄉內4個溫泉中，此處是最後一個溫泉地設有鐵路服務（馬車鐵路），也是最後才轉換為電動列車的鐵路線。另外在馬車鐵路時代起，已經由溫泉電軌營運。

## 歷史
- 1914年（大正3年）4月29日：車站啟用[1]。
- 1922年（大正11年）11月23日：轉換為使用電動列車行走。
- 1943年（昭和18年）10月13日：在合併後成為北陸鐵道片山津線車站。
- 1949年（昭和24年）11月20日：新站舍落成啟用。
- 1957年（昭和32年）7月7日：車站櫃臺開始販賣國鐵急行票。
- 1971年（昭和46年）7月11日：片山津線廢除，此站也被廢除[1]。

## 車站構造
在電氣化當初，此站設有1面2線的島式月台。後來，在本線站舍對出建設了客運月台，變成2面2線的月台。另外，當初的月台上蓋比較大，覆蓋了側線路軌。

## 現狀
在廢線後翌年的1966年（昭和41年）2月19日，車站遺址建設了片山津巴士總站。與鐵路車站時代一樣，巴士總站內可購買國鐵聯絡車票。後來縮減業務規模，在末期更加無人化。替代巴士路線每年漸漸減班，最後在2008年（平成20年）5月1日廢除，巴士總站被撤走，變成停車場。在2010年（平成22年）11月14日起，再次開設連接片山津溫泉與加賀溫泉站之間的巴士路線。

## 相鄰車站
北陸鐵道
片山津線
片山津本町－片山津

## 注腳
1. 1 2  今尾惠介《日本鐵道旅行地圖帳》6號 北信越（新潮社、2008年）p.27
2. ↑  （Photo Publishing，2022年4月刊）52頁

## 相關項目
- 日本鐵路車站列表 Ka